# 会いたいよ。/君との明日
「会いたいよ。/君との明日」（あいたいよ/きみとのあす）は、2007年2月7日にリリースされた、タイナカサチの4枚目のシングル。初の両A面で、「会いたいよ。」は翌月リリースされたアルバム『Dear...』からの先行シングルカット曲となった。なお、「君との明日」はアルバムには未収録なうえ、テレビアニメ『Fate/stay night』最終話（2006年6月初放送）のみで使用されたエンディングテーマで、長い間CD化はされていなかった。

## 収録曲
1. 会いたいよ。
  - 作詞・作曲：タイナカサチ、編曲：安部潤
  - 日本テレビ系『歌スタ!!』1月度エンディングテーマ
  - KBCテレビ『ドォーモ』2月度エンディングテーマ
  - tvk・CS GyaO他『アニメTV』エンディングテーマ
2. 君との明日
  - 作詞・作曲：タイナカサチ、編曲：金子隆博
  - CTC他UHF6局ネットテレビアニメ『Fate/stay night』最終話エンディングテーマ
3. 会いたいよ。-instrumental-
4. 君との明日-instrumental-